# Clock Tower: The First Fear
Clock Tower (クロックタワー?, Kurokku Tawā) è il primo episodio della serie di videogiochi survival horror di Clock Tower, creato dalla Human Entertainment per il Super Famicom nel 1995.
Il gioco è stato ripubblicato, sempre solo in Giappone, anche per Windows 95 nel marzo 1997, PlayStation nel luglio dello stesso anno (con il titolo Clock Tower: The First Fear, divenuto in seguito il più noto) e WonderSwan nel 1999.
Nel 2023 è stato annunciato che la Limited Run Games avrebbe sviluppato un porting con una traduzione ufficiale per Nintendo Switch, PlayStation 4, PlayStation 5, Xbox One, Xbox Series X/S con il titolo di Clock Tower Rewind. Il porting è uscito in tutto il mondo il 29 ottobre 2024.

## Trama
Jennifer Simpson è una quattordicenne che vive nell'Orfanotrofio Granite a Romsdalen, in Norvegia. Lei e le sue amiche Laura Harrington, Anne e Lotte (provenienti dallo stesso orfanotrofio) vengono adottate nel settembre 1995 da Simon Barrows, un ricco recluso che vive in una lussuosa magione, la magione Barrows.
Le ragazze vengono accompagnate dalla loro insegnante Miss Mary all'interno della magione, la cui alta torre dell'orologio si staglia in lontananza, circondata da un fitto bosco. Accomodatesi nel salone principale Miss Mary si allontana per andare a chiamare il signor Barrows ma, avendole fatte aspettare per lungo tempo, Jennifer propone di indagare. Dopo aver lasciato la stanza sente un urlo provenire dal salone principale, e tornando indietro trova le luci spente e le ragazze sparite. Poco dopo trova il corpo senza vita di una delle sue amiche (Laura nella doccia o nell'armatura; Anne trafitta da attraverso una vetrata del soffitto, gettata da una finestra o annegata nella piscina) uccisa da un piccolo ragazzo deforme che brandisce un enorme paio di forbici, il quale comincerà a pedinarla e a tentare di ucciderla. Il ragazzo è Bobby Barrows, figlio di Mary e Simon Barrows. Durante l'esplorazione del palazzo, Jennifer verrà a sapere le vere intenzioni di Mary e Bobby: o attraverso la scoperta di Simon Barrows intrappolato in una cella all'interno del cortile, o scoprendo il cadavere di suo padre in una stanza nascosta; nel secondo caso, troverà la lettera di morte del padre che narra la storia di Mary e dei suoi figli, i gemelli Bobby e Dan (rivelando che è rimasto intrappolato lì per tre giorni, fino alla sua morte avvenuta il 10 novembre 1986).
A questo punto, Jennifer può scappare con l'auto nel garage, svelando due possibili finali.
Se invece va avanti, troverà una piccola cappella, dalla quale accede alle catacombe sotterranee della villa utilizzando l'idolo o lo scettro (solo il primo è canonico, in quanto appare nel sequel). Qui nota una figura ammantata in piedi davanti a lei (presumibilmente Mary). La segue fino ad una grande sala, nella quale scopre il secondo figlio, Dan, nascosto all'interno di un letto gigante coperto da tende. Il risvegliato Dan insegue Jennifer su una ripida scogliera. Si arrampica con successo oltre, abbattendo una latta di kerosene che schizza su una candela vicina. Questa innesca un'esplosione che uccide Dan (almeno apparentemente).
In base alle scelte fatte e agli eventi casuali occorsi, verrà svelato uno degli altri sette finali disponibili.

### Finali
Clock Tower ha nove finali a seconda delle scelte fatte dal giocatore e ad eventi casuali che possono occorrere durante lo svolgimento del gioco. Sono designati da A ad H, dal migliore al peggiore, più un finale speciale S che si rivela essere il migliore in assoluto. Di tutti finali, solo i primi tre (A, B, C) possono rilevarsi canonici, in quanto il sequel Clock Tower è compatibile solo con uno di questi, mentre solo il finale A è invece compatibile con il romanzo tratto dal videogioco.
Jennifer sopravvive in quattro finali (S, A, B, C), mentre negli altri muore, uccisa da Bobby (E, F, H), Mary (D), o per ragioni non svelate (G).
Finale S
Un'amica di Jennifer (Ann o Laura, in base a quale cadavere viene ritrovato, Lotte muore in ogni caso) viene rinvenuta svenuta sul pavimento. Mary cade dalla torre dell'orologio spinta giù da uno stormo di corvi infuriati, uno dei quali era stato liberato da una gabbia in precedenza nel gioco. Jennifer è poi affiancata dalla sua amica sopravvissuta nei titoli di coda.
Questo finale non è canonico ed è il più difficile da ottenere. Nella lista iniziale dei finali, se non è stato sbloccato, non viene mostrato affatto.
Finale A
Questo finale viene sbloccato se Jennifer incontra Simon Barrows nel capannone e una delle sue amiche sopravvive. Dopo la caduta mortale di Bobby, l'amica superstite corre da Jennifer. La loro riunione viene interrotta da Mary che esce dall'ombra e cerca di afferrare Jennifer ma la manca, gettando invece l'amica giù dalla torre dell'orologio. Mary viene sconfitta quando tenta di accoltellare il cuore di Jennifer e viene invece spinta giù dalla torre da Jennifer stessa (o dai corvi, se liberati in precedenza).
Finale B
Avendo visto tutte le sue amiche morire, Jennifer va al terzo piano con l'ascensore. Poco prima che l'ascensore si fermi, Bobby tenta di penetrare utilizzando la presa d'aria. Jennifer fugge in cima alla torre dell'orologio utilizzando una scala, e suona le campane disorientando Bobby abbastanza da farlo precipitare. Mary arriva e, isterica per la morte dei suoi due figli, tenta di accoltellare Jennifer che riesce a scagliarla contro il quadro del generatore, fulminandola.
Finale C
Dentro l'ascensore, Jennifer preme il pulsante del secondo piano, e trova Mary nella hall. Avendo visto il cadavere di suo padre, Jennifer parla a Mary prima che lei l'attacchi con un coltello. La donna chiama Bobby in aiuto. Jennifer evita Mary e si arrampica su una scala per raggiungere la torre dell'orologio ma Mary le afferra la gamba mentre sta salendo. Jennifer si libera della morsa di Mary e la getta dalla scala uccidendola. In cima alla torre dell'orologio, Jennifer si trova nuovamente faccia a faccia con Bobby venuto per vendicare sua madre e suo fratello, ma la ragazza attiva le campane dell'orologio. I rintocchi disorientano Bobby che cade dalla cima della torre. Jennifer è l'unica sopravvissuta.
Finale D
Dentro l'ascensore, Jennifer preme il pulsante per il secondo piano e trova Mary nella hall. Non avendo visto il cadavere di suo padre, Jennifer parla a Mary che la consola dicendole che adesso è al sicuro. Jennifer corre verso Mary e questa la pugnala al petto con un coltello. Con il suo ultimo respiro Jennifer le chiede il perché e, non avendo trovato alcuna prova dell'implicazione della donna, Mary la fissa con un ghigno malevolo.
Finale E
Dentro l'ascensore, Jennifer preme il pulsante per il terzo piano, e l'ascensore si ferma improvvisamente. Bobby irrompe sghignazzando nell'ascensore attraverso una presa d'aria, seguito dall'urlo di Jennifer che ne preannuncia la morte.
Finale F
Entrando nell'ascensore, le porte si chiudono. Un urlo straziante ed il sangue che sgorga copioso da sotto le porte dell'ascensore rivelano che Bobby era lì ad aspettarla.
Finale G
Dopo aver visto due delle sue amiche morire, Jennifer scappa con l'auto, fuggendo dalla villa e tornando all'orfanotrofio. Delle righe di testo informano il giocatore che Jennifer è stata rinvenuta morta tre giorni dopo nella sua stanza. La causa della morte non è svelata.
Finale H
Jennifer, dopo alcuni momenti di esitazione, alla fine si dà alla fuga abbandonando le amiche al loro destino. Seguono i titoli di coda. Durante la guida, Jennifer vede improvvisamente sbucare dal sedile posteriore un enorme paio di forbici. L'urlo della ragazza accompagna la sua morte.

## Modalità di gioco
Clock Tower è un videogioco in due dimensioni, dove il giocatore controlla un cursore e dirige i movimenti della protagonista, Jennifer Simpson, e per mezzo del controller comanda azioni come raccogliere oggetti o aprire porte. L'interfaccia è simile ai giochi d'avventura degli anni novanta, ma semplificato per meglio interagire su console con un gamepad.
Un misterioso individuo cerca di uccidere la protagonista inseguendola lungo i livelli e obbligandola a cercare rifugi in cui nascondersi. L'inseguitore è un assassino di nome Bobby che brandisce un grosso paio di forbici. Nel caso in cui la protagonista si confronti direttamente con Bobby, si entrerà nella "Panic Mode": si dovrà premere ripetutamente il tasto "panico" (Y su Famicom) per contrastare l'aggressore. Se Jennifer ha un basso livello di salute o il giocatore non ha premuto il tasto panico abbastanza velocemente, Bobby attaccherà Jennifer e la trafiggerà con le sue forbici. Naturalmente, si tratterà di Game over. Si può comunque, nel menù principale, ricominciare il gioco dall'ultima stanza esplorata.
Il volto di Jennifer in basso a sinistra indica la sua paura, cambiando in funzione del suo corrente livello di panico. Azzurro significa che è in stato di calma, giallo rappresenta un lieve turbamento, arancione è sinonimo di stato allarmato e infine rosso rappresenta che Jennifer è completamente sopraffatta dal panico. Quando lo stato è rosso è più probabile che Jennifer sia attaccata nel corso di un confronto diretto con Bobby. Inoltre, mentre scappa da Bobby, c'è la possibilità che Jennifer inciampi, facendola cadere e rendendola del tutto vulnerabile se l'inseguitore le è vicino. Anche correre per la magione porta ad aumentare il panico. Tuttavia, la ragazza potrà riposarsi in quasi ogni punto della casa semplicemente senza fare nulla; Jennifer si siederà a terra e la sua inquietudine diminuirà lentamente, portandola a calmarsi nel giro di pochi minuti.
La magione Barrows conta un numero vario di stanze e ambientazioni. Alcune stanze e oggetti si scambiano in maniera casuale all'inizio di ogni partita.
Nella magione si trovano diversi luoghi in cui nascondersi. In linea di principio, anche se si è al sicuro Bobby potrebbe comunque trovarci (questo non vale per il cortile), soprattutto se tendiamo a nasconderci più volte nello stesso luogo. Ci sono nascondigli che possono essere usati una volta sola, dopodiché non saranno più efficaci.
Quasi tutte le apparizioni di Bobby sono attivate dal giocatore entrando in determinate stanze o ispezionando particolari oggetti, anche se questi eventi cambiano di partita in partita e non sono predeterminati, ma hanno una certa possibilità di accadere oppure no, casualmente.

## Conversioni
La versione per Windows non presenta cambiamenti rispetto all'originale.
L'ultima versione, del 2010, è quella distribuita su Virtual Console; questa versione è un'emulazione dell'originale uscita su Super Famicom nel 1995.

### Versione PlayStation
La versione PlayStation vede il titolo cambiato in Clock Tower ～The First Fear～ (クロックタワー ～ザ･ファースト･フィアー～?,  Kurokku Tawa ～Za Fāsuto Fia～), nome con cui è maggiormente noto oggi, probabilmente per non confonderlo col sequel Clock Tower 2, uscito in occidente semplicemente come Clock Tower. Grazie all'hardware 32-bit della console (contro i 16 del Super Famicom), The First Fear vede un miglioramento nella qualità di grafica e sonoro, e aggiunge sequenze inedite (es. se Jennifer si lava le mani due volte in bagno sgorgherà sangue) e due FMV, rappresentanti la nascita dei gemelli Bobby e Dan (in questa sequenza si assiste anche all'unica apparizione da vivo di Walter Simpson, padre di Jennifer) e la rinascita di Dan dalle ceneri del suo stesso cadavere poco dopo essere stato arso vivo, in un nuovo corpo meno mostruoso; irriconoscibile nel suo nuovo aspetto, assumerà l'identità di Edward e diventerà il nuovo Scissorman nel sequel Clock Tower. Altre novità sono la presenza di nuovi oggetti e di due nuovi nemici: il cadavere all'interno dell'armadio nella stanza dei trofei (si animerà una volta rinvenuto, e potrà uccidere Jennifer in un colpo solo), e il pupazzo clown nella stanza dei bambini.
Il gioco è inoltre accompagnato da un manga composto da un unico volume, Clock Tower ～The First Fear～ Prologue, incentrato sui momenti precedenti l'arrivo delle quattro ragazze alla magione Barrows, sull'arrivo alla magione e sugli assassinii di Laura e Anne.

### Versione WonderSwan
Data la bassa risoluzione, l'assenza di colori e il piccolo schermo della console, in questa versione la grafica è meno dettagliata, i messaggi di testo appaiono in alto e non in basso, e la salute è indicata da tre puntini invece che dal volto di Jennifer (assente in questa versione). Inoltre non è possibile visualizzare tutto l'inventario insieme, ma bisogna scorrere il cursore anche fuori dallo schermo. Questa versione, diversamente da tutte le altre, permette di mettere il gioco in pausa.

## Sviluppo
Il gioco è stato pubblicato da Human Entertainment ed è stato distribuito esclusivamente per il mercato giapponese nel 1995. La storia è liberamente ispirata al film di Dario Argento Phenomena, a partire dalla protagonista, molto somigliante nelle fattezze alla protagonista del film, interpretata da Jennifer Connelly. Le due protagoniste e l'attrice portano inoltre lo stesso nome. Alcuni elementi, tra cui la personalità di Mary Barrows, sembrerebbero invece ispirati al film Profondo rosso (altro film di Dario Argento). Una delle morti possibili di Anne (impalata attraverso il lucernario del secondo atrio) è quasi uguale a quella dell'amica di Pat in Suspiria (sempre di Dario Argento). Il gioco è l'unico titolo della serie a non essere mai stato distribuito ufficialmente al di fuori del Giappone - esistono tuttavia online ROM tradotte amatorialmente anche in inglese e in italiano.